# Stadtmuseum Ronda

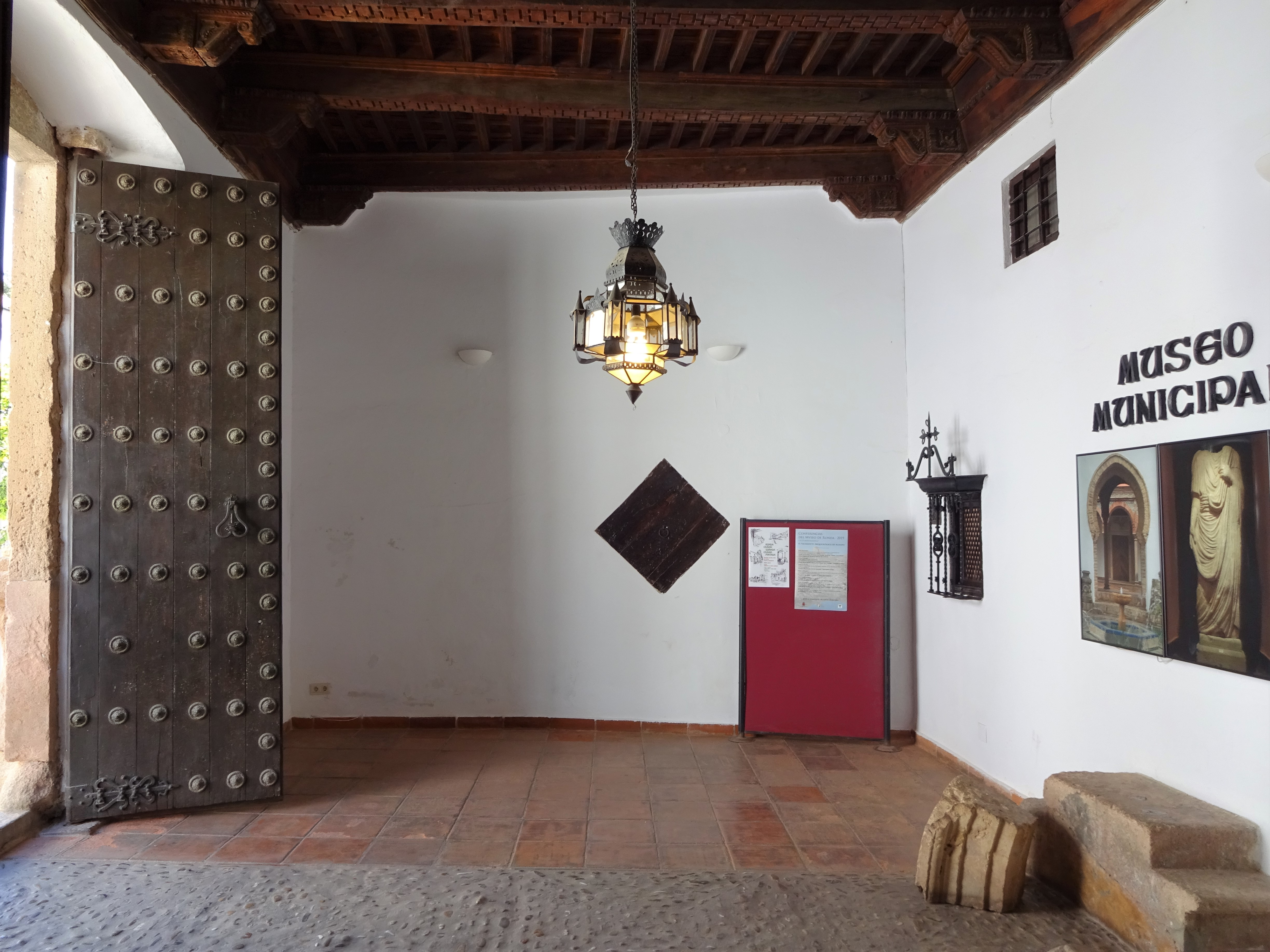
Eingangsbereich des Museums von Ronda, Innenhof aus dem 18. Jh.

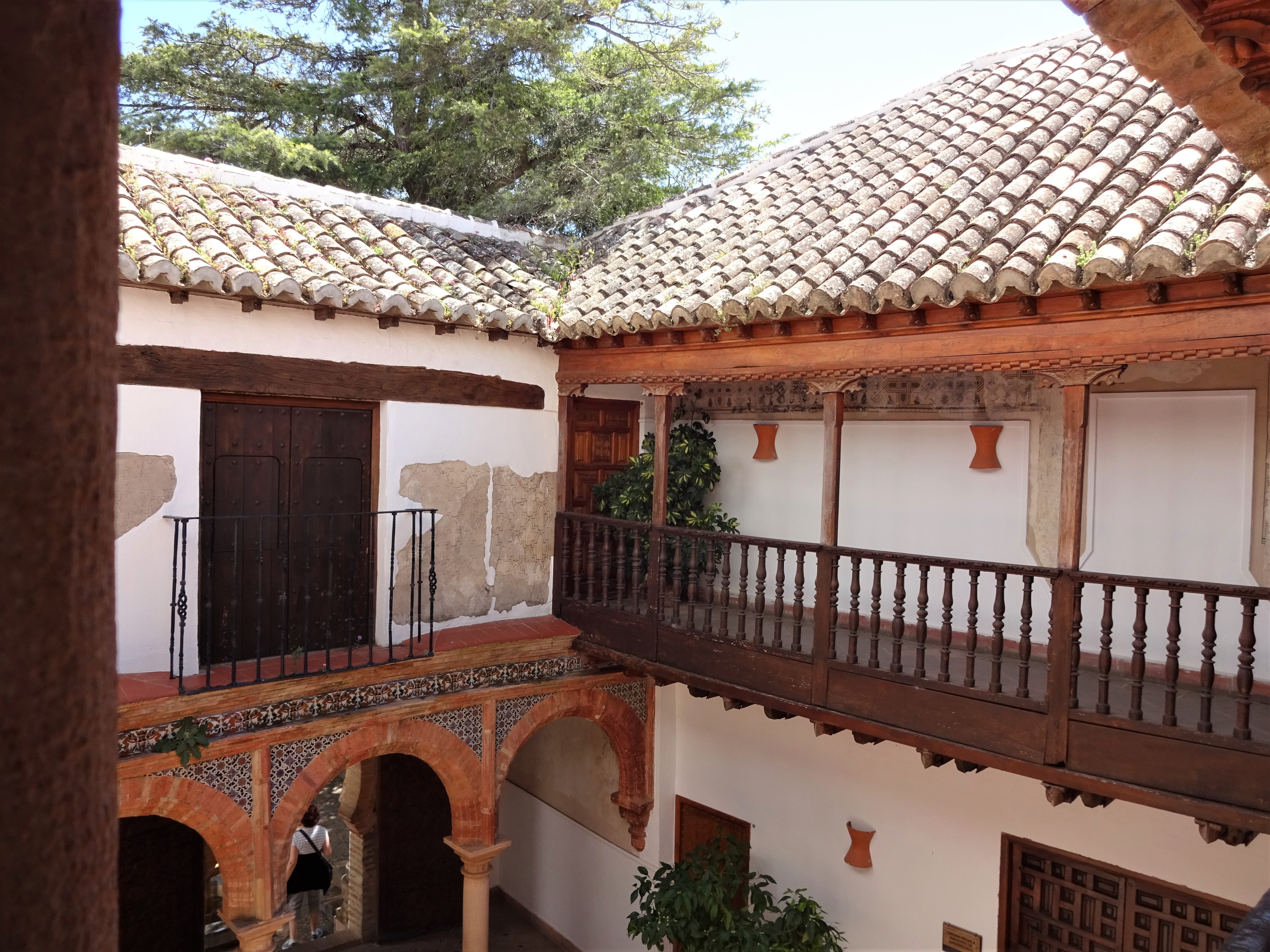
Weiterer Innenhof des Museums von Ronda

Das Stadtmuseum Ronda befindet sich in der Altstadt der andalusischen Stadt Ronda im Palacio de Mondragón. Durch über Jahrhunderte erfolgte Erweiterungen handelt es sich um eine sehr verwinkelte Anlage. Die drei Innenhöfe und der Garten mit dem Panoramablick in das Tal lohnen schon für sich einen Besuch. Das Museum stellt nicht nur aus, sondern ist auch Forschungsinstitution. Die Sammlungen sind noch nicht abgeschlossen, da dem Museum immer noch Exponate aus aktuellen archäologischen Grabungen zufließen.

## Geschichte und Nutzung des Gebäudes
Die ältesten Gebäudeteile stammen aus maurischer Zeit. Nach der Eroberung der Stadt durch die Spanier diente der Palast als königliche Unterkunft. Später war er im Besitz der Grafen von Villasierra. Einer der Innenhöfe im Mudejar-Stil liegt neben dem ältesten Gebäudeteil aus maurischer Zeit. Der Innenhof im kastilischen Stil repräsentiert das 17. Jahrhundert. Der Hof im Eingangsbereich ist der jüngste der drei Innenhöfe. Er stammt aus dem 18. Jahrhundert.
In den 1990er Jahren begann die Nutzung des Palastes als städtisches Museum. Die Exponate der Ausstellung zeigen prähistorische Funde der Jäger- und Sammlergesellschaften, den Übergang in das Neolithikum mit den ersten bäuerlichen Siedlungen in der Umgebung von Ronda sowie Funde aus phönizischer, iberischer, römischer und arabischer Zeit. Der Besuch der Ausstellung gilt als gute Vorbereitung eines Besuches der Höhle von Pileta (Cueva de la Pileta) in der Nähe mit ihren mehr als 3000 paläolithischen Felszeichnungen, deren älteste mehr als 25.000 Jahre alt sind. Ein Durchgangs-Dolmen mit einer Rundhütte bildet eine Fundsituation nach, die in Acinipo archäologisch erforscht wurde. Ein weiterer Ausstellungssaal dokumentiert die islamische Bestattungskultur.